# Булатово (Ізносковський район)
Булатово (рос. Булатово) — присілок в Ізносковському районі Калузької області Російської Федерації.
Населення становить 25 осіб. Входить до складу муніципального утворення Село Льнозавод.

## Історія
Від 2004 року входить до складу муніципального утворення Село Льнозавод

## Населення
| 2002 | 2010 |
| ---- | ---- |
| 31   | ↘25  |